# Æthelswith
Titre
Reine des Merciens
853 – 874
Æthelswith est une princesse anglo-saxonne du IXe siècle.

## Biographie
Æthelswith est la seule fille du roi Æthelwulf de Wessex et de son épouse Osburh, et la sœur d'Alfred le Grand. Elle épouse le roi Burgred de Mercie en 853 et figure comme témoin sur plusieurs des chartes qu'il émet par la suite. Ce mariage témoigne des bonnes relations entre les royaumes de Mercie et de Wessex, qui combattent ensemble les raids des Vikings sur l'Angleterre.
Le règne de Burgred prend fin en 874, lorsqu'il est chassé de son royaume par les Vikings de la Grande Armée païenne. Il se rend alors en pèlerinage à Rome, où il meurt peu après. Æthelswith lui survit un certain temps et meurt à son tour en 888 d'après la Chronique anglo-saxonne, qui précise qu'elle est enterrée à Pavie. Elle est enterrée au monastère San Felice.

## L'anneau d'Æthelswith

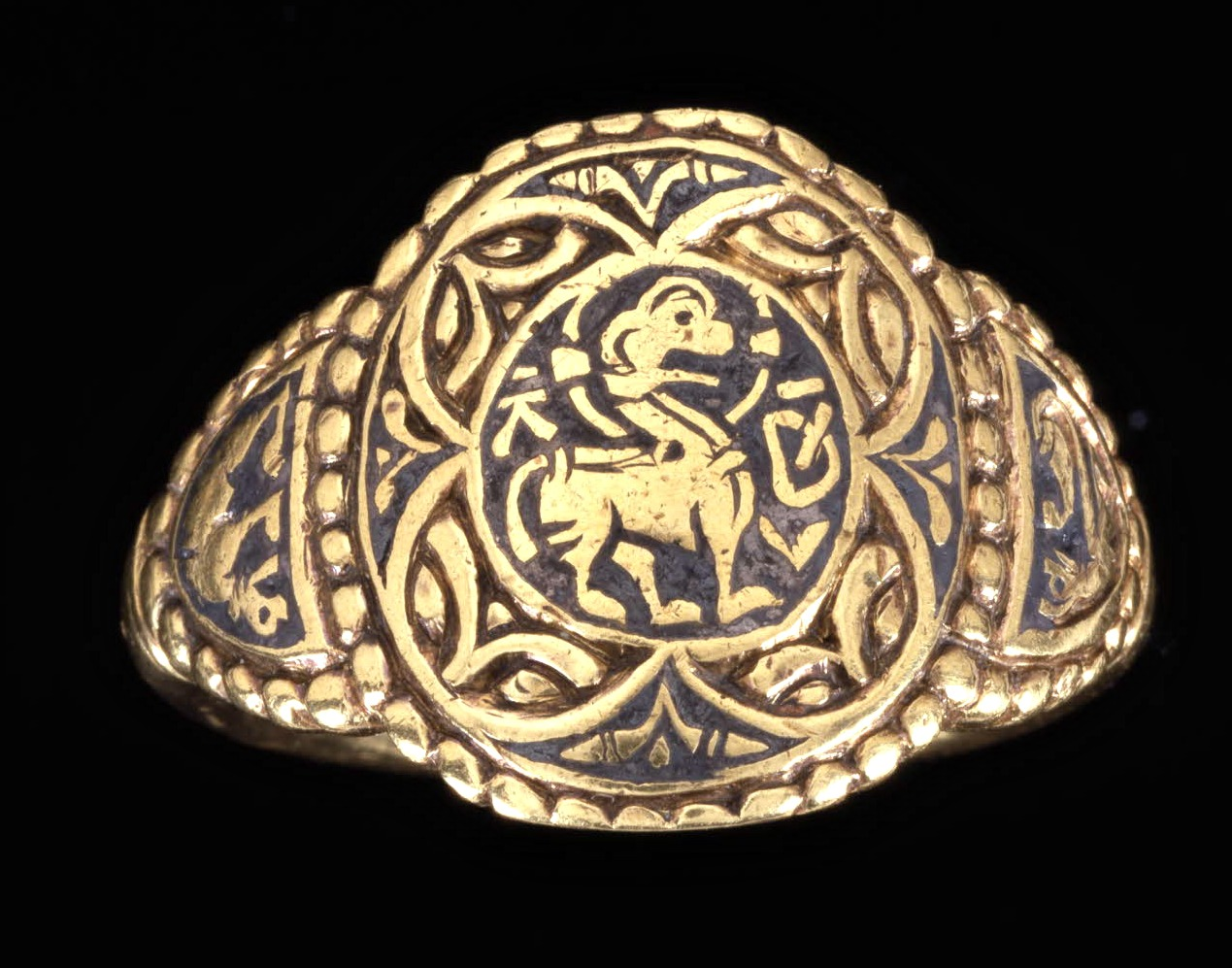
L'anneau d'Æthelswith.

En 1870, un anneau portant le nom d'Æthelswith a été découvert dans un champ situé près du village d'Aberford, dans le Yorkshire du Nord. Acquis par le chanoine William Greenwell (en) auprès d'un bijoutier d'York, il passe ensuite entre les mains d'Augustus Wollaston Franks, qui lègue sa collection au British Museum à sa mort, en 1897.
Cet anneau en or niellé de 2,6 cm de diamètre est décoré d'un quatre-feuilles entourant un Agnus Dei, dans un style similaire à celui des objets du trésor de Trewhiddle. Sa face intérieure porte l'inscription + eaðelsvid regna. Il est possible de le rapprocher d'un autre anneau présentant également des décorations d'inspiration chrétienne qui porte le nom d'Æthelwulf, le père d'Æthelswith. Dans les deux cas, il ne s'agit probablement pas d'objets leur ayant appartenu, mais plus vraisemblablement de cadeaux offerts à des serviteurs fidèles.